# Annette Meyhöfer

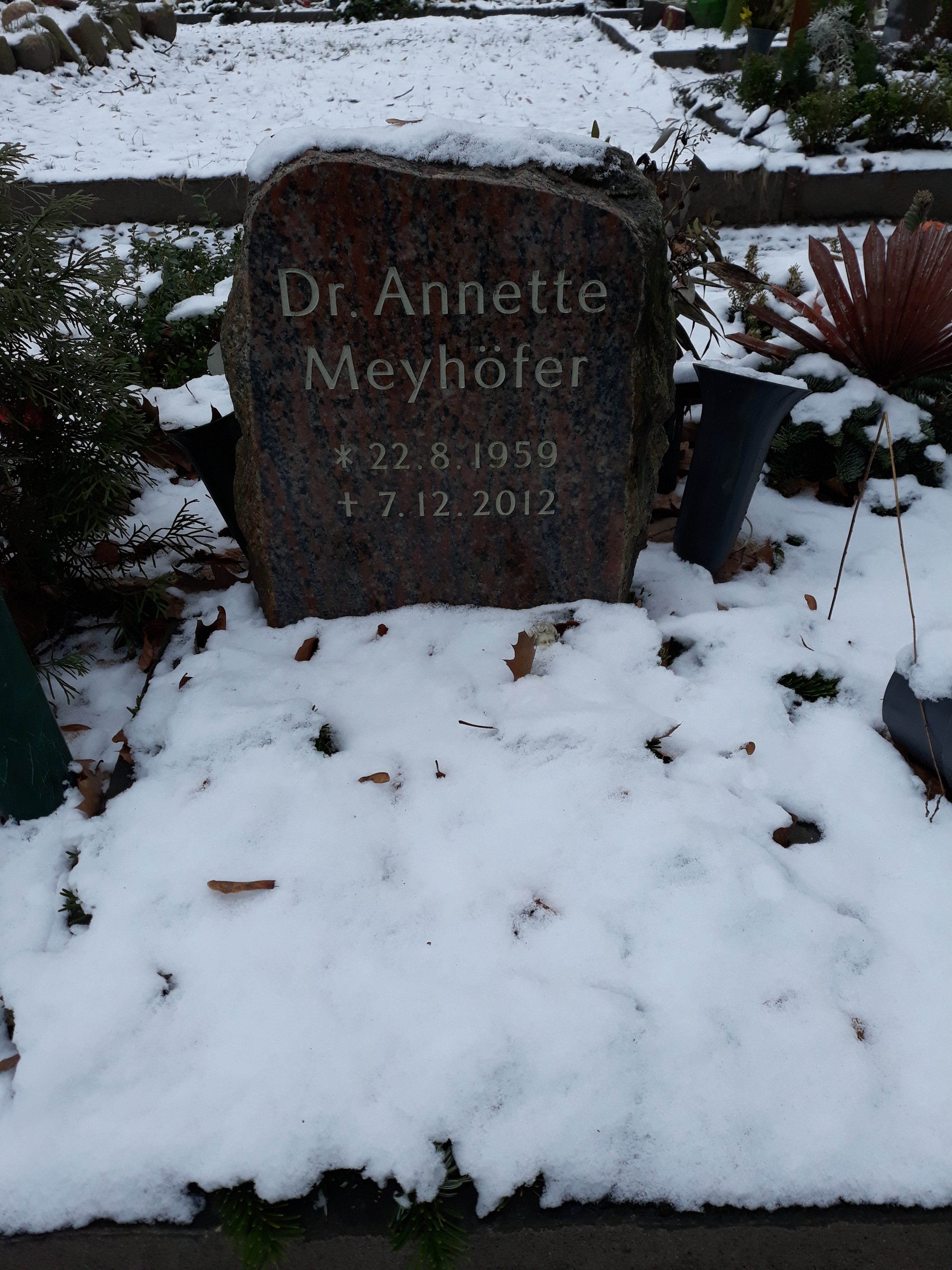
Das Grab von Annette Meyhöfer auf dem Evangelischen Luisenkirchhof III in Berlin.

Annette Meyhöfer (* 22. August 1959 in Neunkirchen, Saar; † 7. Dezember 2012 in Berlin) war eine deutsche Journalistin, Literaturkritikerin und Autorin.

## Leben
Die promovierte Literaturwissenschaftlerin arbeitete als Journalistin und Kolumnistin unter anderem für den Spiegel, war Redakteurin der Woche und schrieb als Autorin unter anderem für die Zeit, den Stern, Focus und Cicero. Am 28. Mai 1992 nahm sie in Bonn als Gastkritikerin an der 19. Folge des Literarischen Quartetts teil.
Neben ihren journalistischen Porträts und Reportagen veröffentlichte Meyhöfer auch Bücher. Drei Jahre arbeitete sie an einer großen Freud-Biografie, die 2006 unter dem Titel „Eine Wissenschaft des Träumens“ erschien. Das Werk fand nur geringe Resonanz, was Meyhöfer tief traf und entmutigte.
2010 zog sie von Hamburg nach Berlin um. Dort starb sie Anfang Dezember 2012 im Alter von 53 Jahren in ihrer Wohnung.

## Schriften
- Das Motiv des Schauspielers in der Literatur der Jahrhundertwende. Köln, Wien, Böhlau, 1989, ISBN 3-412-09188-X
- Vom Glück der Geliebten. Reinbek bei Hamburg, Rowohlt, 1995, 1. Auflage, ISBN 3-498-04367-6
- Dieser Kater wäre einen Rausch wert gewesen. München, Goldmann, 1999, ISBN 3-442-43705-9
- Eine Wissenschaft des Träumens. München, Knaus, 2006, 1. Auflage, ISBN 978-3-8135-0228-2